# Pogar
Pogar è una cittadina della Russia europea occidentale, situata nella oblast' di Brjansk. È dipendente amministrativamente dal rajon Pogarskij, del quale è il capoluogo amministrativo.
Sorge nella parte centro-meridionale della oblast', sul fiume Sudost', 128 chilometri a sudovest di Brjansk,